# Northern Range
Die Northern Range ist ein Mittelgebirge im Norden der Insel Trinidad in Trinidad und Tobago.

## Geographie
Die Northern Range ist eine Verlängerung des venezolanischen Teils der Anden. Das Gebirge ist in West-Ost-Ausdehnung etwa 100 Kilometer lang und reicht von der Chaguaramas-Halbinsel im Golf von Paria im Westen bis Toco am Atlantischen Ozean im Osten. In Nord-Süd-Ausdehnung ist es 20 Kilometer lang und reicht vom Karibischen Meer bis zur Eastern Main Road. Damit nimmt die Northern Range etwa 25 % der Landmasse Trinidads ein. In Nord-Süd-Querschnitt betrachtet ist das Gebirge deutlich asymmetrisch; vom Kamm aus fällt es generell eher sanft nach Süden hin ab, nach Norden hingegen steil ins Meer. Die politischen Regionen Trinidads, durch die sich die Northern Range zieht, sind von Westen nach Osten Diego Martin, Port of Spain, San Juan-Laventille, Tunapuna-Piarco, Arima und Sangre Grande. Die beiden höchsten Gipfel sind der Cerro del Aripo, nordöstlich von Arima gelegen, mit 940 Metern und der El Tucuche nördlich von Port of Spain mit 937 Metern.

## Geologie und Klima
Die Northern Range besteht größtenteils aus Sedimentgestein (Schiefer und Kalkstein). Die ältesten Schichten entstanden im Oberjura. Marmor, Quarzit und Phyllit sind häufig. In Laventille wurde lange Zeit blauer Kalkstein abgebaut und für Prachtbauten verwendet. Die östlichen Ausläufer der Northern Range sind zum Teil vulkanischen Ursprungs. Mit 3810 Millimetern pro Jahr ist die Niederschlagsmenge die höchste auf Trinidad.

## Gewässer
Das Wassereinzugsgebiet Northern Range ist das wichtigste Element der Trinkwasserversorgung Trinidads. Das Hollis Reservoir, das älteste Wasserreservoir Trinidads, befindet sich nordöstlich von Arima und kann bei maximaler Füllung pro Tag 37 Millionen Liter Wasser bereitstellen. Es wird aus dem Quare River sowie durch Regenwasser aus den umliegenden Bergen gespeist. Insgesamt zwölf Flüsse, die ihre Quelle auf der südlichen Seite der Northern Range haben, entwässern in den längsten Fluss Trinidads, den Caroni River, der den East-West Corridor entlang von Osten nach Westen fließt und schließlich in den Golf von Paria mündet. Größere in der Northern Range entspringende Flüsse sind Caura River und Oropuche River (entwässern nach Süden) sowie Marianne River, Shark River und Yarra River (entwässern nach Norden ins Karibische Meer).

## Flora und Fauna

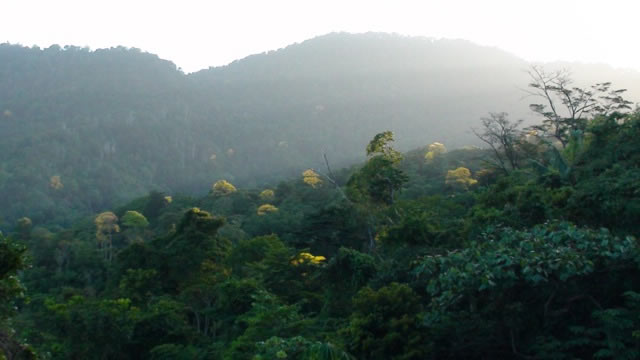
Blüte von Trompetenbäumen (Tabebuia aurea)

Im Westen der Northern Range ziehen sich die Vororte von Port of Spain die Hänge hoch. Dort ist die Hügelkette größtenteils besiedelt und entwaldet. Nach Osten hin nimmt die Bewaldung zu, allerdings ist die Northern Range durch unreglementierten Bergbau, Steinbrüche, Landwirtschaft und Urbanisierung Erosion und Degradation ausgesetzt. Im Tal von Arima ist hingegen wegen des dort liegenden Asa Wright Nature Centre noch ursprünglicher tropischer Bergregenwald vorhanden. Weitere Naturschutzgebiete in der Northern Range sind das Trinity Hills Wildlife Sanctuary sowie das Valencia Wildlife Sanctuary. Die Northern Range verfügt über eine hohe Biodiversität, da sich hier die Fauna Südamerikas und die der nördlich gelegenen karibischen Inseln mischen.
In der Dunston-Höhle im Tal von Arima sowie in der Aripo-Höhle am Cerro del Aripo existieren Populationen des seltenen Fettschwalms. Eine auf Trinidad endemische und mittlerweile nur noch in der Northern Range vorkommende Vogelart ist der vom Aussterben bedrohte Trinidadguan.
In Höhen zwischen 800 und 940 m rund um die beiden Gipfel Cerro del Aripo und El Tucuche lebt der auf Trinidad endemische Phyllodytes auratus (Golden Tree Frog). Gemäß der IUCN wird er als „vom Aussterben bedroht“ (critically endangered) gelistet.
In der Williams Bay gibt es größere Seegras-Vorkommen. In der Northern Range endemische Pflanzen sind unter anderem Dicliptera aripoensis und Justicia flaviflora.

## Wirtschaft und Verkehr

### Geschichte
In den fruchtbaren Tälern wurden seit der Besiedelung durch primär französischstämmige Pflanzer nach 1783 (Cédula de Población) landwirtschaftliche Produkte angebaut, insbesondere Kakao und Kaffee. Durch das unwegsame Gebirge waren die Ansiedlungen im Norden der Northern Range dabei vom Rest der Insel abgeschnitten. Ab 1813 verband eine von Gouverneur Ralph Woodford eingeführte Dampfschiffslinie die Küstenorte Blanchisseuse, Matelot und Toco mit Port of Spain und San Fernando und ermöglichte so den Waren- und Personenverkehr. Ab 1931 erfolgte sukzessive der Anschluss an das trinidadische Straßennetz.

### Heute

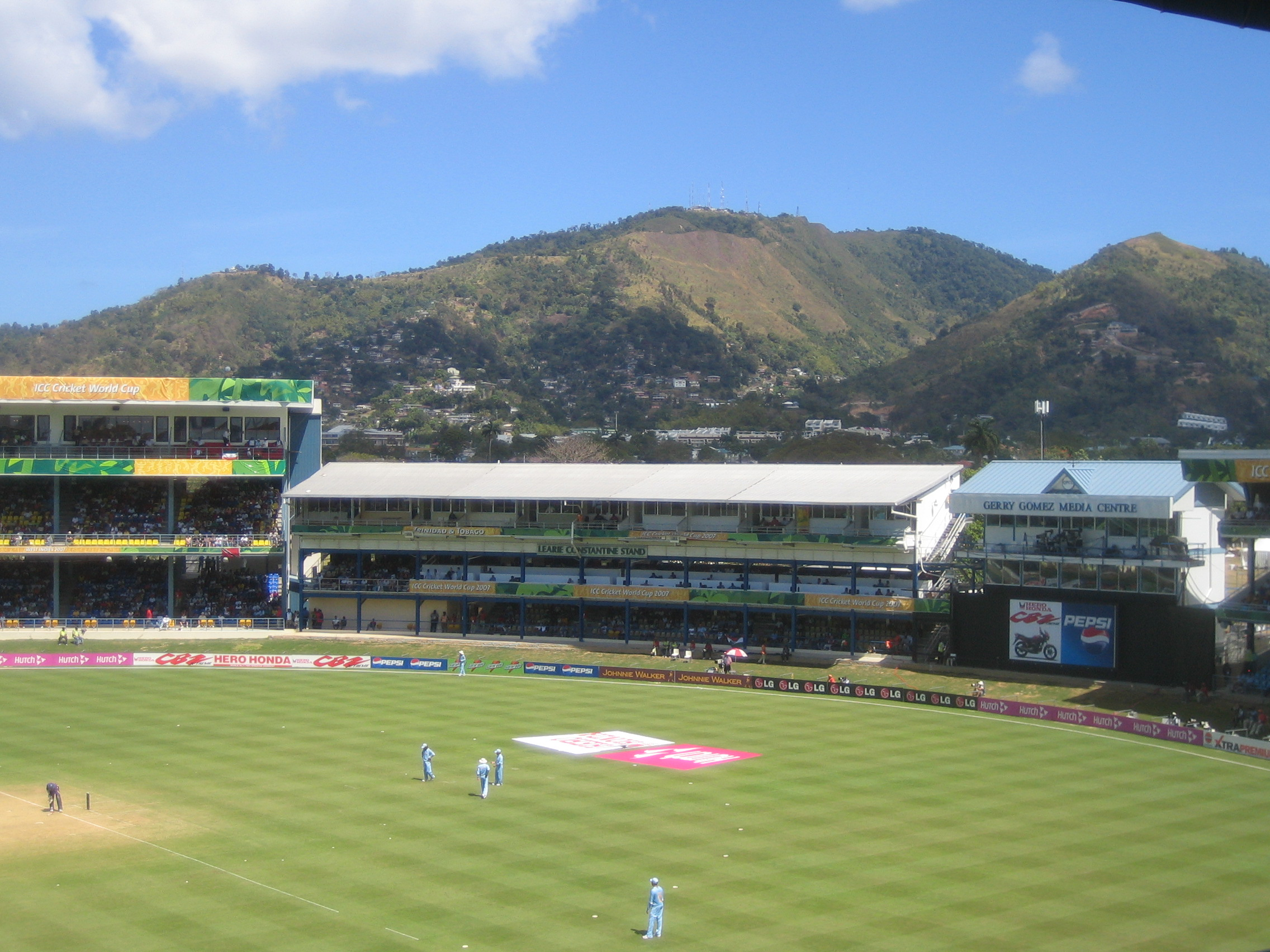
Die Northern Range bei Port of Spain, vom Queen’s Park Oval aus gesehen.

Der Westen der Northern Range ist dichtbesiedelt durch die wild wuchernden Vororte von Port of Spain, entsprechend profitiert das Areal von Port of Spains Status als Finanzzentrum der Karibik und eines der wichtigsten Handelszentren der Karibik. Gleiches gilt für die Städte des im Süden der Northern Range gelegenen Städte des East-West Corridors. Die vorherrschenden Wirtschaftszweige im eigentlichen Kerngebiet der Northern Range hingegen sind Land- und Forstwirtschaft sowie Ökotourismus.
Der dichtbesiedelte Nordwesten der Northern Range ist von zahlreichen Straßen durchzogen, nordöstlich von Champs Fleurs hört die Erschließung aber abrupt auf, und Straßen führen lediglich um große Teile der Northern Range herum. Die Eastern Main Road verläuft südlich des Gebirges von Port of Spain durch den dichtbesiedelten East-West Corridor bis Arima und darüber hinaus bis Valencia, wo sie nach Süden Richtung Sangre Grande abknickt. Parallel zur Eastern Main Road verläuft der Churchill Roosevelt Highway von Port of Spain bis Arima. Von Valencia aus führt die Toco Main Road weiter entlang der Northern Range bis an die Ostküste und von dort um das Gebirge herum nach Norden bis nach Toco.
Nördlich von Port of Spain windet sich die North Coast Road über die Northern Range bis zur Nordküste und verläuft entlang dieser nach Osten bis nach Blanchisseuse. Dort endet die Straße; das ca. 30 km lange Teilstück zwischen Blanchisseuse und Matelot ist nicht erschlossen. Von Matelot aus führt die Paria Main Road entlang der Küste nach Toco. Von Blanchisseuse aus windet sich die Arima Road in südlicher Richtung über die Northern Range und passiert auf dem Weg nach Arima das Asa Wright Nature Centre sowie das Dörfchen Brasso Seco. Von Champs Fleurs aus führt eine weitere Straße nach Norden in die Northern Range hinein, durch Trinidads ehemalige Hauptstadt St. Joseph und das Maracas Valley hindurch bis nach Loago.

## Tourismus
Im Tal von Arima befindet sich das Asa Wright Nature Centre, eine Kombination aus Resort und ornithologischer Forschungsstation. Nordöstlich von Arima befindet sich der Cleaver Woods Recreation Park, der die Lebensweise der Ureinwohner von Trinidad, der Kariben und Arawak, darstellt. Der bekannteste Strand Trinidads, Maracas Beach, liegt nordöstlich von Port of Spain an der Nordküste in einem Talausläufer der Northern Range. Er wird stark von internationalen Touristen frequentiert. Die drei Strände in der Macqueripe Bay (in den westlichen Gebirgsausläufern in der Region Diego Martin), der Las Cuevas Bay (östlich von Maracas Beach) und der bei Surfern beliebten Grande Riviere Bay (im Nordosten der Insel) sind beliebte Ziele des Binnentourismus.

## Städte und Orte in der Northern Range
In der sich südlich der Northern Range und bis in ihre Hänge hinein ausbreitenden Hauptstadtagglomeration East-West Corridor leben ca. 550.000 Menschen in zahlreichen ineinander übergehenden Kleinstädten zwischen Port of Spain und Valencia. An der Küste nördlich des Gebirges liegen entlang der steil aufragenden Berghänge einige teils schlecht erschlossene Orte. Die größeren unter diesen sind Maracas Bay Village und Blanchisseuse entlang der North Coast Road im Nordwesten und Matelot, Grande Riviere und Toco entlang der Paria Main Road im Nordosten. Im Westen wird das Gebirge durch das Tal von Diego Martin praktisch zerschnitten. Ansonsten ist das Gebirge größtenteils unbewohnt; nennenswert sind die Stadt Santa Cruz nordöstlich von Port of Spain, das langgezogene Maracas entlang eines Tals südlich der Maracas Bay sowie der für seine Parang-Musik bekannte Ort Lopinot mitten im zentralen Massiv.